# Sink
Sink este un film românesc din 2012 regizat de Iulia Rugină. Rolurile principale au fost interpretate de actorii Alin Călinescu, Cosmina Soare, Clara Vulpe.

## Distribuție
Distribuția filmului este alcătuită din:
- Alin Călinescu — Vladimir
- Laura Mușat — Daria
- Ilnca Cartoflea — Cynthia
- Hamid Nicola Katrib — Hamid
- Gloria Sauciuc — Paula
- Ion Rusu — Ion
- Ioana Păunescu
- Octavian Barbu — Octavian
- Cosmina Soare — Cosmina
- Malvina Cservenshi — Simona
- Clara Vulpe — Mona